# Timor Wschodni na Zimowych Igrzyskach Olimpijskich 2022
Timor Wschodni na Zimowych Igrzyskach Olimpijskich 2022 – występ kadry sportowców reprezentujących Timor Wschodni na igrzyskach olimpijskich, które odbyły się w Pekinie w Chińskiej Republice Ludowej, w dniach 4-20 lutego 2022 roku.
Reprezentacja Timoru Wschodniego liczyła jednego zawodnika – mężczyznę.
Był to trzeci start Timoru Wschodniego na zimowych igrzyskach olimpijskich.

## Reprezentanci
| Zawodnik              | Konkurencja   | Zjazd 1. | Zjazd 1. | Zjazd 2. | Zjazd 2. | Suma    | Suma    | Źródło |
| Zawodnik              | Konkurencja   | Czas     | Miejsce  | Czas     | Miejsce  | Czas    | Miejsce | Źródło |
| --------------------- | ------------- | -------- | -------- | -------- | -------- | ------- | ------- | ------ |
| Yohan Goncalves Goutt | Slalom gigant | 1:21,52  | 52.      | DNF      | DNF      | DNF     | DNF     | [ 2 ]  |
| Yohan Goncalves Goutt | Slalom        | 1:15,48  | 52.      | 1:09,19  | 45.      | 2:24,67 | 45.     | [ 3 ]  |